# Enrico Intra
Enrico Intra (* 30. července 1935) je italský jazzový klavírista a hudební skladatel. Svou kariéru zahájil v padesátých letech. V šedesátých letech založil v rodném Miláně noční klub nazvaný Intra's Derby Club. Během své kariéry spolupracoval mimo italských také s americkými hudebníky. Patřili mezi ně například Milt Jackson, Chet Baker a Lee Konitz. Rovněž vydal řadu vlastních alb.